# Helgebostad
Helgebostad er en ø som ligger nordvest for Hitra i Trøndelag fylke i Norge. Øen deler Straumsfjorden som skifter navn til Hestnessundet nord for øen og Håvikstraumen syd for øen.
Længe så øen ud til at blive fraflyttet, selv om der kun var få meter til fast-Hitra ved sydenden af øen. Et gammelt krantårn blev købt fra det nedlagte Kullkompaniet i Trondheim og benyttet som bro. Vejforbindelsen til Hitra blev åbnet i 1983. Lige øst for broen ligger Helgebostadøya naturreservat med en unik fyrreskov.
Et gammelt sagn fortæller at efter den sorte død var der kun røg fra to huse på Hitra, - det ene sted var Smågesjø og den andet Helgebostad.
Fra 1891 til 1913 jagtede tyskeren Ernst Leverkusen (1851–1936) hjorte på Helgebostad hvor han i 1900 købte en jagthytte som efterhånden blev udbygget til noget som minder om et lille jagtslot. Hytten blev oprindelig bygget af konsul Hans Peter Jenssen fra Trondheim i 1889. Bygningen blev etter hvert en slags miniature af Leverkusens jagtslot i Eifel i Tyskland som stod færdig i 1904. Til trods for nogle ombygninger eksisterer hovedbygningen fortsat på samme sted i dag, mens de øvrige bygninger blev solgt og nedrevet i 1939. Til stedet hører også med en kaj ved Straumfjorden bygget af sten som fortsat står nærmest intakt.